# Japan Cup 2005 (ciclismo)
La Japan Cup 2005, quattordicesima edizione della corsa e valida come evento dell'UCI Asia Tour 2005, si svolse il 23 ottobre 2005 su un percorso di 151,3 km. Fu vinta dall'italiano Damiano Cunego che terminò la gara in 4h05'56".

## Ordine d'arrivo (Top 10)
| Pos. | Corridore         | Squadra        | Tempo    |
| ---- | ----------------- | -------------- | -------- |
| 1    | Damiano Cunego    | Lampre-Caffita | 4h05'56" |
| 2    | Francisco Mancebo | C. d'Epargne   | a 3"     |
| 3    | Cristian Moreni   | Quick Step     | a 27"    |
| 4    | Pablo Lastras     | C. d'Epargne   | a 43"    |
| 5    | Manuele Mori      | Saunier Duval  | s.t.     |
| 6    | Patrik Sinkewitz  | Quick Step     | a 44"    |
| 7    | Yasutaka Tashiro  | Bridgestone    | a 51"    |
| 8    | Morris Possoni    | Lampre-Caffita | a 1'51"  |
| 9    | Shinri Suzuki     | Bridgestone    | s.t.     |
| 10   | Wong Kam Po       | Hong Kong      | a 1'52"  |